# Rhinelepis
Rhinelepis es un género de peces de agua dulce de la familia Loricariidae en el orden Siluriformes. Sus 2 especies habitan en aguas cálidas y templado-cálidas del este de América del Sur, y son denominadas comúnmente viejas, acaríes o cascudos. Alcanza una longitud total que ronda los 50 cm.

## Distribución
Spatuloricaria habita en aguas cálidas y templado-cálidas del este de América del Sur, especialmente en la región noroeste del subcontinente, en cursos fluviales de pendiente atlántica del oriente brasileño, y en las cuencas del São Francisco, y del Plata, en Paraguay, Brasil, Uruguay y el nordeste de la Argentina.

## Taxonomía
Este género fue descrito originalmente en el año 1829 por el ictiólogo suizo Louis Agassiz.  
Características y filogenia
Rhinelepis agrupa loricáridos de tamaño grande y con abundantes placas, aunque las del abdomen se desarrollan más tardíamente que en Pseudorinelepis. Por lo general su color general es gris oscuro, sin marcas. La cabeza es larga y rechoncha. Las aletas son cortas y la aleta adiposa está totalmente ausente. La abertura branquial es mucho más grande que la de la mayoría de los loricáridos. Las mejillas carecen de alargados odontoides.
Especies
Este género se subdivide en sólo 2 especies:
- Rhinelepis aspera Spix & Agassiz, 1829
- Rhinelepis strigosa Valenciennes, 1840